# Hitting a New High
Hitting a New High ist eine US-amerikanische Filmkomödie aus dem Jahr 1937, die Raoul Walsh für RKO Pictures inszenierte.

## Handlung
Der Millionär und Opernliebhaber Lucius B. Blynn will von Paris aus zu einer Safari nach Afrika aufbrechen. Sein Pressesprecher Corny Davis soll ihn begleiten. Vor der Abreise hört Corny die französische Sängerin Suzette, die die Jazzband ihres amerikanischen Freundes Jimmy James begleitet. Corny bietet Suzette an, in Afrika für Blynn aufzutreten. Suzette, die gerne vom Jazz zur Oper wechseln möchte, akzeptiert.
Blynn gibt sich in Afrika seiner Jagdleidenschaft hin. Corny hat Suzette als Oogahunga, das Vogelmädchen, verkleidet und lässt Blynn sie „entdecken“. In einem Federkostüm singt Suzette vor Blynn, der sie mit nach New York nimmt. Dort nimmt sie bei einem Lehrer Gesangsunterricht. Zur gleichen Zeit will Jimmy, der von Suzettes Abenteuer nichts weiß, den Club „Chez Suzette“ eröffnen. Suzette gibt ihr Debüt in den USA. Jimmy hört die Radioübertragung und erkennt Suzettes Stimme. Jimmy schleicht in Suzettes Schlafzimmer in Blynns Villa. Von Jimmy ertappt, willigt Suzette ein, für ihn im Club zu singen, damit ihre Maskerade als Vogelmädchen nicht auffliegt.
Blynn lädt den Tenor Andreas Mazzini und den Dirigenten Carter Haig zu einer Vorstellung des Vogelmädchens ein. Beide wollen, dass Suzette in ihrer neuen Oper auftritt. Mazzini und Haig erkennen in Suzette die Sängerin aus Jimmys Club. Sie wollen jedoch ihren potentiellen Geldgeber nicht verstören und schweigen über ihre Entdeckung. Sie versuchen, Blynn vom Besuch des Nachtclubs abzubringen, scheitern jedoch. Suzettes Doppelleben fliegt auf. Sie lehnt jedoch ab, in der Oper aufzutreten. Sie will Jimmy heiraten und weiterhin mit seiner Band singen.

## Auszeichnungen
John Aalberg erhielt 1938 eine Oscar-Nominierung in der Kategorie Bester Ton.

## Hintergrund
Der Film feierte am 24. Dezember 1937 seine Premiere.
Die Ausstattung des Films stammte von Artdirector Van Nest Polglase und Set-Decorator Darrell Silvera. Regieassistent war Dewey Starkey. Max Steiner und Roy Webb steuerten weitere Musikelemente für den Film bei. Beide blieben, wie auch Komponist Shilkret, im Abspann ungenannt.